# Design Gráfico Tropicalista
O Design Gráfico Tropicalista foi um movimento estético do final da década de 1960 diretamente ligado à Tropicália. Resgatando ideias do Movimento Antropofágico, eram misturados elementos artísticos estrangeiros (como a Pop Art e o Psicodelismo) com símbolos tipicamente brasileiros, tendo como resultados peças gráficas com múltiplas cores e referências. Nessa mistura, ironia e alegorias foram ferramentas linguísticas muito utilizadas como forma de burlar as censuras impostas pela Ditadura Militar.
Dentre os designers tropicalistas,  Rogério Duarte foi um dos mais influentes. Eles se responsabilizavam pela produção das capas de disco de músicos como Gilberto Gil, Caetano Veloso, Gal Costa, Mutantes, entre outros. Nesse momento, as capas deixaram de ser apenas objetos de embalagem e divulgação e passaram a ser uma extensão do trabalho musical.

## Contexto Histórico
Durante os anos 60, os jovens começaram a cada vez mais demandar seus espaços e questionar os padrões sociais vigentes. No movimento chamado de “Contracultura” - muito forte nos Estados Unidos -, eles passaram a formar suas próprias bandas, remodelar seus guarda-roupas, criticar a guerra, consumir drogas e pedir por liberdade sexual. Devido às suas mobilizações políticas, se fortaleceram os movimentos hippies, estudantis, feministas, Black Power e Gay Power.
No Brasil, a Ditadura Militar provocou repressões violentas, gerando um clima de insatisfação e revolta por grande parte da população. Muitas formas de arte foram censuradas e seus artistas exilados.

## O Movimento Tropicália
A Tropicália foi um movimento cultural brasileiro multidisciplinar que ocorreu oficialmente entre 1967 e 1969. O meio que melhor definiu o movimento, foi o da música, entretanto, a Tropicália envolveu outras formas de arte como o cinema, teatro, poesia, artes plásticas e o design gráfico.
Envolta num clima de repressão da Ditadura Militar, a Tropicália se encontrava como um movimento de oposição, que se mostrava contrário às normas da época e buscava no questionamento social, nas drogas e nas religiões alternativas uma forma livre de expressão.
Uma das principais características do movimento era a importação de elementos estrangeiros, que seriam misturados com as características nacionais, que formariam um produto novo, brasileiro. A premissa era de que o Brasil não deveria imitar, e sim devorar uma informação nova - ressuscitando a ideia do movimento Antropofágico.
Assim, o principal grupo de influência do Tropicalismo foi o movimento Hippie - também conhecido como Flower Power - e o principal meio de expressão foi o Psicodelismo. Fortemente ligado a uma mudança de comportamento, trazia ideias como o amor livre, a experiência com drogas, além da valorização da natureza, o misticismo e as religiões orientais.
Os principais músicos da Tropicália foram Caetano Veloso, Gilberto Gil, Rogério Duprat, Gal Costa, Os Mutantes (Rita Lee, Arnaldo Batista, Sérgio Dias), Jorge Ben, Tom Zé, Nara Leão, Capinan e Torquato Neto. Outros artistas também participaram do movimento com outras manifestações, como Hélio Oiticica (artes visuais) e Rogério Duarte (design gráfico).

## Linguagens Estéticas Inspiradoras
Em meio a turbulências sociais e políticas, surgiram na Europa e nos Estados Unidos movimentos artísticos inovadores, que os designers tropicalistas usaram futuramente como inspiração para suas peças.
A Pop Art, por exemplo, se inspirava nas propagandas, na televisão e nos quadrinhos para ironizar ou exaltar a cultura de massa. Dentre suas características principais, estava o uso de cores vivas, colagens e ícones simbólicos. Através dessas diferenciações, procuravam diminuir a diferença entre arte erudita e popular.
Além da forte expressão da Pop Art, era possível ver um influência ainda maior do Psicodelismo. As artes tinham como referências visuais as alucinações provocadas por certas drogas (principalmente o LSD). Isso resultava em peças com cores fortes e contrastantes, assim como imagens e tipografia distorcidas que buscavam imitar efeitos ópticos. Tinha inspirações em estéticas orientais, do Art Nouveau, do Arts and Crafts, do Surrealismo, entre outras.

## Características da Produção Gráfica
O movimento Tropicalista foi o responsável pelo desenvolvimento de um estilo gráfico próprio, que introduziu uma nova maneira de pensar capas de discos e outras peças gráficas. Havia uma combinação poético-ideológica que favorecia a experimentação. O terreno estava pronto para a realização de novas ideias, novas técnicas, uma visualidade nova. Diferente de como era feito anteriormente, as capas passaram a ser uma extensão semântica do conteúdo dos álbuns, deixando de ser apenas objetos de embalagem e divulgação. O design, assim como a música popular, permitiu a possibilidade de uma comunicação com um grande público.
Além disso, elas complementavam visualmente (com alegorias, metáforas, ironias e deboches) o que não podia ser dito de forma explícita nas letras das músicas. Assim, muitas capas se tornaram artifícios de linguagem visual para que a censura não considerasse seus artistas como transgressores da ordem.
Em termos estéticos, o Design Tropicalista contrapõe as características de movimentos brasileiros anteriores, trazendo inovações significativas. Isso é possível observar principalmente ao compará-las com as capas de Bossa Nova. Essas tinham uma forte influência modernista da Bauhaus, sendo simplistas e sóbrias. Eram comuns fontes sem serifa, grid, poucas cores e elementos e muito espaço vazio.
Já na Tropicália, a estética era exatamente a oposta, se baseando numa gama de repertórios que preenchiam todos os espaços. Essa polifonia, já característica do movimento Tropicália, incorporava uma combinação de estilos pop e psicodélico, kitsch e sofististicado, arcaico e moderno, diagramação alemã e poluição visual - tudo imerso num grande caldeirão de brasilidade. O resultado gráfico foram capas com paleta de cores fortes, tipografia decorativa, formas com contorno marcado, abundância de elementos, entre outras características.
Apesar de ter seu grande foco no setor musical, o design gráfico tropicalista também se estendeu a outras áreas culturais. Foram feitos, por exemplo, cartazes para filmes do movimento Cinema Novo - como Deus e o Diabo na Terra do Sol, Terra em Transe, entre outros. 

## Designers Gráficos

Cartaz do filme Deus e o Diabo na Terra do Sol, desenhado por Rogério Duarte

A Tropicália foi marcada por nomes do design gráfico, que expressavam os ideais tropicalistas em suas capas de discos e cartazes de filmes. Entre os mais influentes, é preciso destacar Rogério Duarte. Ele iniciou sua trajetória no design, na Escola Superior de Desenho Industrial (Esdi), escola que seguia conceitos ulmianos, tais como funcionalidade e racionalidade. Conceitos anteriormente desenvolvidos pela Bauhaus. Diante desse modo de se pensar design, ele passou a questionar a ruptura existente entre arte e design, e a tamanha importância da técnica racionalista no design da época.
Duarte rompe fortemente com a estética funcionalista da década de 1960, utilizando cores e tipografias ousadas e retirando o uso do grid. Em seus trabalhos, há uma profunda contestação e “rebelião” em relação ao design predominante da época. Como alternativa ao estilo modernista, o Tropicalismo cria e consolida uma nova estética, realizando uma “antropofagia visual”.
O designer foi o responsável pela criação das capas de grandes álbuns, entre eles: Caetano Veloso (1968), Gilberto Gil (1968) e Jorge Mautner (1974). Além disso, Duarte também foi responsável pelo feitio de cartazes de grandes filmes do movimento e do cinema brasileiro, a exemplo de: Deus e o Diabo na Terra do Sol, Terra em Transe, A Idade da Terra, Cara a Cara, entre tantos outros.
Rogério Duarte trouxe diversas inovações ao design gráfico brasileiro, sendo um pioneiro em sua técnica, que depois foi assimilada e desenvolvida por Luciano Figueiredo, Oscar Ramos, Aldo Luiz e Kélio Rodrigues, entre outros, designers que também fizeram a tradução visual das propostas sonoras daquele importante movimento da cultura brasileira.

## Exemplos
Sobre a capa do disco Caetano Veloso (1968), Eduardo Ramuski comenta:
"A capa do disco de Caetano Veloso, feita por Rogério Duarte é um grande marco da mudança que ocorreu nas capas de discos no final da década de 1960. Duarte mistura realidade e fantasia, além do contraste entre tradição e inovação. Os contornos das formas são marcados e a paleta de cores é quente e forte, fazendo referência ao design psicodélico e pop - dialogando com a linguagem de história em quadrinhos. Nesse exemplo, é possível ver que o Tropicalismo trouxe tais linguagens estrangeiras e incorporou às características do país, pois a imagem faz referência a um ambiente tropical."
  
 
Para Jorge Cauê Rodrigues, a capa de Gilberto Gil (1968): 
O LP de Gilberto Gil, criado por Rogério Duarte em parceria com Antônio Dias e David Zingg, traz recursos da arte pop. A solução encontrada para o desenvolvimento do projeto gráfico foi de “puro deboche – ao Estado, à cultura e à nação”. No enquadramento das fotografias, há uma ironia em relação à ideia do retrato tradicional e oficial, trazendo imagens com posturas inusitadas. As cores chapadas utilizadas representam um “Brasil verde-e-amarelo manchado de sangue, metaforizado na capa cínica e debochada”. Essa escolha de cores representa uma relação com os fatos históricos da época, da violência ditatorial. “A capa é uma colagem de imagens e referências”. Além da referência ao pop por meio das colagens, a vestimenta do cantor é propositalmente semelhante à utilizada pela banda Os Beatles, no disco "Sgt Pepper’s Lonely Hearts Club Band”. 

## Legado
O Movimento Tropicália foi essencial para formar uma identidade no Design brasileiro. Algumas características - como cores vibrantes, letras distorcidas e uso de humor - são utilizadas em peças gráficas até hoje. Com o advento do computador, colagens e misturas de repertórios ficaram cada vez mais fáceis de realizar, trazendo mais à tona a influência tropicalista da mistura de elementos de repertórios distintos. Como disse o autor Jorge Caê Rodrigues:
"De simples envelopes que protegiam os primeiros discos do início do século, as capas se transformaram em embalagens/ objetos que podem remeter ao conteúdo específico dos discos, registrando graficamente questões comportamentais ou estéticas do momento social, além de acompanhar as grandes mudanças na música popular brasileira." 